# Henri Weenink
Henri Gerard Marie Weenink est un joueur d'échecs et un compositeur d'études et de problèmes d'échecs néerlandais né le 17 octobre 1892 et mort le 2 décembre 1931. Il représenta les Pays-Bas lors des quatre premières olympiades officielles de 1927 à 1931. Il mourut de la tuberculose en 1931.

## Publications
Weenink est l'auteur d'un important traité sur les problèmes d'échecs :
- (nl) Het Schaakproblem, 1921

Une réédition augmentée parut en 1926 en anglais  dans la « Série de Noël » de Alain White :
- (en) The Chess Problem, 1926

En 1932, fut publié après sa mort le livre auquel il travaillait :
- (en) D. Przepiorka : a Master of Strategy, 1932

## Carrière de joueur
Weenink finit deuxième du deuxième tournoi Silver Queen d'Amsterdam en 1918-1919 (Max Euwe termina sixième du tournoi). En 1919, il fut quatrième-cinquième (devant Max Euwe) du tournoi du club V.A.S. d'Amsterdam remporté par Richard Réti. En 1919-1920, il fut deuxième-troisième du 3e tournoi Silver Queen (Max Euwe était 5e-6e). Il termina troisième du tournoi du club V.A.S. en 1919-1920, quatrième en 1921-1922 (tournoi remporté par Max Euwe devant Maroczy), troisième en 1923-1924 (victoire de Euwe), vainqueur du tournoi d'hiver d'Amsterdam en 1924-1925 (deuxième section), deuxième du tournoi V.A.S. en 1925-1926 (victoire de Euwe).
Lors de l'olympiade d'échecs de 1927 à Londres, Les Pays Bas, avec Max Euwe et Henri Weenink, finirent quatrième. Weenink emporta le tournoi d'hiver d'Amsterdam en 1927-1928, ex æquo avec Max Euwe, après avoir remporté sa demi-finale devant Richard Réti. En 1928, il gagna le championnat d'Amsterdam devant Salo Landau. En 1929, il finit deuxième-troisième du championnat des Pays Bas remporté par Max Euwe. En 1930, il remporta le tournoi d'Amsterdam (+4 =1) devant Max Euwe (qu'il battit), Salo Landau et Rudolf Spielmann. Lors de l'olympiade d'échecs de 1930, Weenink marqua dix points sur seize.